# 矮指蚕属
矮指蚕属（学名：Pedinosoma）为盘首蚕科的一个属。

## 下属物种
本属包括以下物种：
- 矮指蚕 Pedinosoma curtum Reibisch, 1895